# Édon
Édon là một xã thuộc tỉnh Charente trong vùng Nouvelle-Aquitaine tây nam nước Pháp. Xã nay có độ cao trung bình 153 mét trên mực nước biển.
Sông Lizonne tạo thành ranh giới đông nam thị trấn.